# Externe analyse
Externe analyse is de, meestal, eerste van een aantal stappen bij een marketingonderzoek voor het onderzoeken van de omgeving waarin een bedrijf opereert. De externe analyse wordt onder meer gebruikt in de Sterkte-zwakteanalyse.
De externe analyse is onder te verdelen in een aantal stappen:
- Markt- en klantenonderzoek
  - Ontwikkeling van de markt
  - Grootte van de markt
  - Segmentering van de markt
  - Groei van de markt
- Concurrentieonderzoek
  - Wie zijn mijn concurrenten?
  - Wat zijn hun doelen?
  - Welke strategieën gebruiken zij om die doelen te behalen?
  - Hoe reageren de concurrenten op mij en elkaar

De conclusies die uit een externe marketinganalyse kunnen worden gemaakt, geven informatie over de kansen en bedreigingen van een onderneming. Derhalve kunnen de conclusies in een sterkte-zwakteanalyse gezet worden zodat men een gestructureerd overzicht krijgt van de uitkomsten van de externe marktanalyse.